# Macala
Cándido Gardoy Martín conocido como Macala (Barcelona, España, 21 de abril de 1921 -  Ibídem, 13 de marzo de 1994) fue un futbolista y pelotari español. Jugó de delantero en varios equipos de la Primera División como el Athletic Club, RCD Español, Hércules CF, Real Madrid y Racing de Santander.

## Trayectoria
Su padre, Luis Gardoy (1881), conocido como Makala, fue un famoso pelotari nacido en Guernica. Luis pasó varios años en América, en diversos países como Cuba, Estados Unidos, México o Perú practicando este deporte hasta que acabó en Barcelona. En ese tiempo, llegó a jugar algún partido de pelota con Ricardo Zamora de pareja, famoso portero internacional español. En 1917, se casó con una mujer catalana de cuyo matrimonio nació Cándido Gardoy en 1921, que heredó el apodo de su padre. En 1923, con apenas dos años de edad, se trasladó junto a su familia a Guernica.
Llegó al Athletic Club a finales de 1938, donde empezó a competir en diversos partidos del Campeonato Regional y del Torneo Nacional, con varios jugadores jóvenes como Gainza o Jose María Echevarría. La competición de élite estaba parada debido a la Guerra Civil, por lo que Makala formaba parte de un combinado de jugadores inexpertos. La temporada 1939-40 fue su primera temporada como jugador de Primera División, ya como jugador de pleno derecho del primer equipo, ayudando a recomponer el equipo bilbaíno tras la guerra. En su primera temporada oficial con el club vasco, sólo jugó nueve partidos de Primera División y ocho del Campeonato Regional.
En 1940 llegó al RCD Espanyol. En el equipo catalán estuvo tres temporadas, donde consiguió jugar con mayor asiduidad. Jugó la temporada 1943-44, en Segunda División, con el Real Zaragoza. En 1944 fichó por el Hércules, con el que consiguió el ascenso a Primera División en 1945. Pasó dos temporadas más en el club alicantino, una en Primera División y otra en Segunda División.
En 1947, procedente del Hércules de Segunda División, fichó por el Real Madrid. En el club madrileño pasó cuatro temporadas, la primera de ellas estuvo a punto de sufrir el descenso de categoría. El 13 de junio de 1948 conquistó la Copa Eva Duarte, su primer y único título como futbolista profesional.
En 1951 fichó por el Racing de Santander, donde estuvo dos campañas para posteriormente retirarse, en Segunda División, jugando para la Gimnástica de Torrelavega en la campaña 1953-54.
Estuvo convocado en una ocasión con la selección española, si bien no llegó a debutar. Años después a un jugador del Hércules se le conoció como Makalita debido al parecido le encontraban con Makala.

## Clubes
| Club                      | País   | Periodo   |
| ------------------------- | ------ | --------- |
| Athletic Club             | España | 1939-1940 |
| R. C. D. Español          | España | 1940-1943 |
| Real Zaragoza             | España | 1943-1944 |
| Hércules C. F.            | España | 1944-1947 |
| Real Madrid C. F.         | España | 1947-1951 |
| Racing de Santander       | España | 1951-1953 |
| Gimnástica de Torrelavega | España | 1953-1954 |